# 佐賀県道33号唐津肥前線
佐賀県道33号唐津肥前線（さがけんどう33ごう からつひぜんせん）は、佐賀県唐津市を通る県道（主要地方道）である。

## 概要
唐津市神田（こうだ）から唐津市竹木場に至る。
唐津市神田から唐津市竹木場の区間においては国道204号のショートカットになる。

### 路線データ
- 起点：佐賀県唐津市神田（長松大橋交差点、国道204号交点、佐賀県道23号唐津呼子線起点）
- 終点：佐賀県唐津市竹木場（国道204号交点）

## 歴史
- 1993年（平成5年）5月11日 - 建設省から、県道唐津肥前線が唐津肥前線として主要地方道に指定される[1]。
- 2011年（平成23年）3月31日 - 佐賀県告示第128号により、坊主町交差点 - 長松大橋交差点間が佐賀県道23号唐津呼子線に編入したことに伴い、起点の位置を坊主町交差点から長松大橋交差点に短縮する[2]。

## 地理

### 通過する自治体
- 唐津市

### 交差する道路
| 交差する道路                                    | 交差する場所   | 交差する場所          |
| ----------------------------------------------- | -------------- | --------------------- |
| 国道204号 国道382号 重複 佐賀県道23号唐津呼子線 | 神田（こうだ） | 長松大橋交差点 / 起点 |
| 佐賀県道340号鎮西唐津線 上場広域農道            | 竹木場         | 竹木場交差点          |
| 佐賀県道50号唐津北波多線                        | 竹木場         |                       |
| 国道204号                                       | 竹木場         | 終点                  |

### 沿線
- 唐津市立第一中学校 （起点付近）
- 唐津市立竹木場小学校
- 唐津市立高峰中学校
- 神田野球場